# Вилхелм Јордан
Вилхелм Јордан (* 1. марта 1842. у Елвангену - † 17. априла 1899. у Хановеру) је био значајни њемачки геодета и математичар.
Од 1865. до 1881, Јордан је предавао на политехничком факултету у Штутгарту и Карлсруеу. У то вријеме објављује своју „Џепну књигу практичне геометрије“ (1873). Учествовао је у либијској експедицији путописца Герхарда Ролфса (Gerhard Rohlfs) 1874, гдје се бавио фотограметријом оаза.
Као руководећи члан „Њемачког друштва геометара“ учествовао је у реформи геодетског школовања 70-их година 19. вијека у Њемачкој. Основао је стручни часопис „Календар геодетског мјерења и техничке културе“, који је давао годишњи преглед дешавања из те области и који је излазио до 1949. године, и након његове смрти.
Од 1881. године држао је предавања у Хановеру на катедри за геодезију и практичну геометрију, гдје почиње рад на „Приручнику геодетског мјерења“ (Jordan-Eggert-Kneissl), који тек након његове смрти завршава Карл Рајнхерц (Carl Reinhertz), његов наследник на истој катедри.
По Карлу Фридриху Гаусу (Carl Friedrich Gauß) и Вилхелму Јордану је названа Гаус-Јорданова метода (проширење Гаусове елеминације додатним корацима до редукованог ешалонског облика, чиме се омогућује директно очитање рјешења система једначина).